# Maïté Delteil
Maite Delteil, née le 8 mai 1933 à Fumel en France, est une peintre française exposant principalement en Inde.

## Biographie
Maite Delteil naît le 8 mai 1933 à Fumel.
Elle grandit dans la campagne française et fait ses études aux Beaux-Arts de Paris, à l'Académie de la Grande-Chaumière et à l'Académie Julian. Elle reçoit ensuite une bourse du gouvernement français et de l'Institut de France pour étudier en Espagne (à la Casa de Velázquez en 1959-1960) et en Grèce. En 1959, elle reçoit le Prix De la Casa Velasquez. Après son mariage avec le peintre Sakti Burman né à Calcutta, elle découvre l'Inde et culture. Sa première exposition personnelle a lieu à Calcutta en 1964 et, depuis 2001, elle expose exclusivement en Inde .
Son œuvre est décrite comme créant un « paysage idyllique » de « scènes de tous les jours » . Son exposition Enchanted à la Art Musings Gallery, Colaba, Mumbai en janvier 2013 consiste en des peintures colorées complexes d'"arbres parfaitement ronds, de personnes à l'air serein et de jolis oiseaux"  qui transmettent « le sens de la vie sans être morbide ou sombre ».
Elle expose dans plusieurs autres pays, notamment en France, aux États-Unis et au Japon. Ses œuvres font partie de plusieurs collections publiques et privées de ces pays.
Un livre sur Maïté Delteil, sa vie et son œuvre doit être publié en 2013.

### Vie privée
Maïté Delteil épouse le peintre indien Sakti Burman en 1963 . Sa fille est la peintre primée Maya Burman. Outre son mari et sa fille, sa famille élargie comprend d'éminents artistes : Jayasri Burman, la nièce de son mari, et Paresh Maity, le mari de Jayasri. Maïté Delteil passe la moitié de l'année à Paris et l'autre moitié en Inde